# Arnór Björnsson
Arnór Björnsson (n. 945) foi um caudilho víquingue de Höfði á Höfðaströnd, Skagafjarðarsýsla, na Islândia. Era neto de Þórður mjögsiglandi Björnsson. Aparece como personagem na saga de Laxdœla, onde é mencionado ser cunhado de Ásgrímur Elliða-Grímsson. Arnór também aparece citado de modo breve na saga Ljósvetninga e na saga de Víga-Glúms.